# 小行星5767
小行星5767（英語：5767 Moldun）是一颗围绕太阳公转的小行星。1986年9月6日，愛德華·鮑威爾在可可尼诺县发现了此天体。
这颗小行星的绝对星等为104.95153等。